# میل رادکان شرقی
برج رادکان یک میل و بنای تاریخی است که در فاصله ۷۴ کیلومتری شمال مشهد و ۲۶ کیلومتری شمال غربی چناران واقع شده‌است. برج رادکان به ارتفاع ۲۵ متر، با بدنه استوانه‌ای و گنبد مخروطی شکل، اثری تاریخی مربوط به قرن هفتم هجری است. نمای خارجی بنا تا ارتفاع ۳ متری به صورت ۱۲ ضلعی و پس از آن تا زیر گنبد دارای ۳۶ ترک یا نیم استوانه بوده و داخل آن هشت ضلعی است.
برج رادکان چناران بر دشت میان توس و رادکان سایه افکنده و همتای دیگر آن نیز در کردکوی وجود دارد که به رادکان غربی مشهور است. همین موضوع باعث شده برخی نام رادکان را با راه و مسیر هم پیوند بدانند چنان‌که «راد» و «رد» در زبان پهلوی به معنای نظم و ترتیب و «رده» آمده و برج رادکان در مسیر راه و جاده درست همین کار را می‌کند که از نامش پیداست.

## معماری
بلندای این برج ۳۵ متر، قطر داخلی‌اش ۱۴ متر و قطر خارجی آن ۲۰ متر می‌باشد. منظر بیرونی بنا تا ارتفاع ۵/۲ متری به شکل ۱۲ ضلعی و از آن جا تا زیر گنبد به صورت ۳۶ ترک نیم ستونی ساخته شده‌است. برج رادکان دارای گنبد مخروطی شکل است که ساختمان آن احتمالاً در سال ۶۰۷ قمری به پایان رسیده‌است. تاریخ احداث برج رادکان را ماکس افن برشم آلمانی سال ۶۰۰ و اندی و هرتسفلد سال ۶۸۰ ذکر کرده‌اند. هرتسفلد برج را مقبره یکی از حکام مغول می‌داند که برخی وی را امیر ارغون مغول می‌دانند. گدار مستشرق فرانسوی آن را آرامگاه یک زن و مطلع الشمس آن را از آثار دیلمی‌ها می‌داند. علاوه بر راهنمایی مسافران و مقبره به دلیل وجود منفذهایی به تعداد بروج دوازده‌گانه برخی برای این برج کارکرد تقویم و ستاره‌شناسی نیز قائل‌ند. برج رادکان، در روزگار اوج خود، تنها تعیین‌کننده فصل، سال و نوروز در جهان بوده‌است.

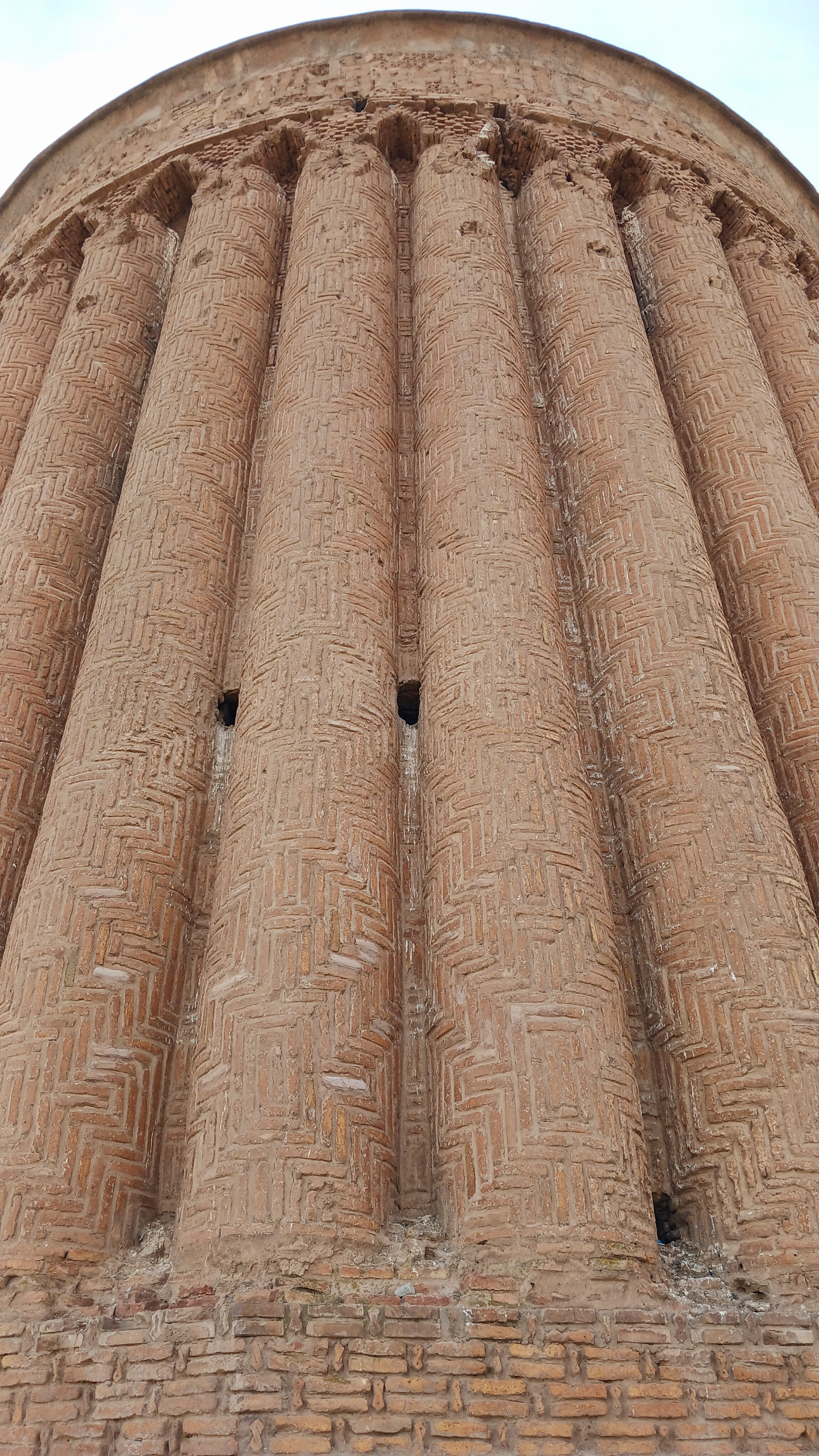
ساقۀ زیبای برج با شیارهای درون آن

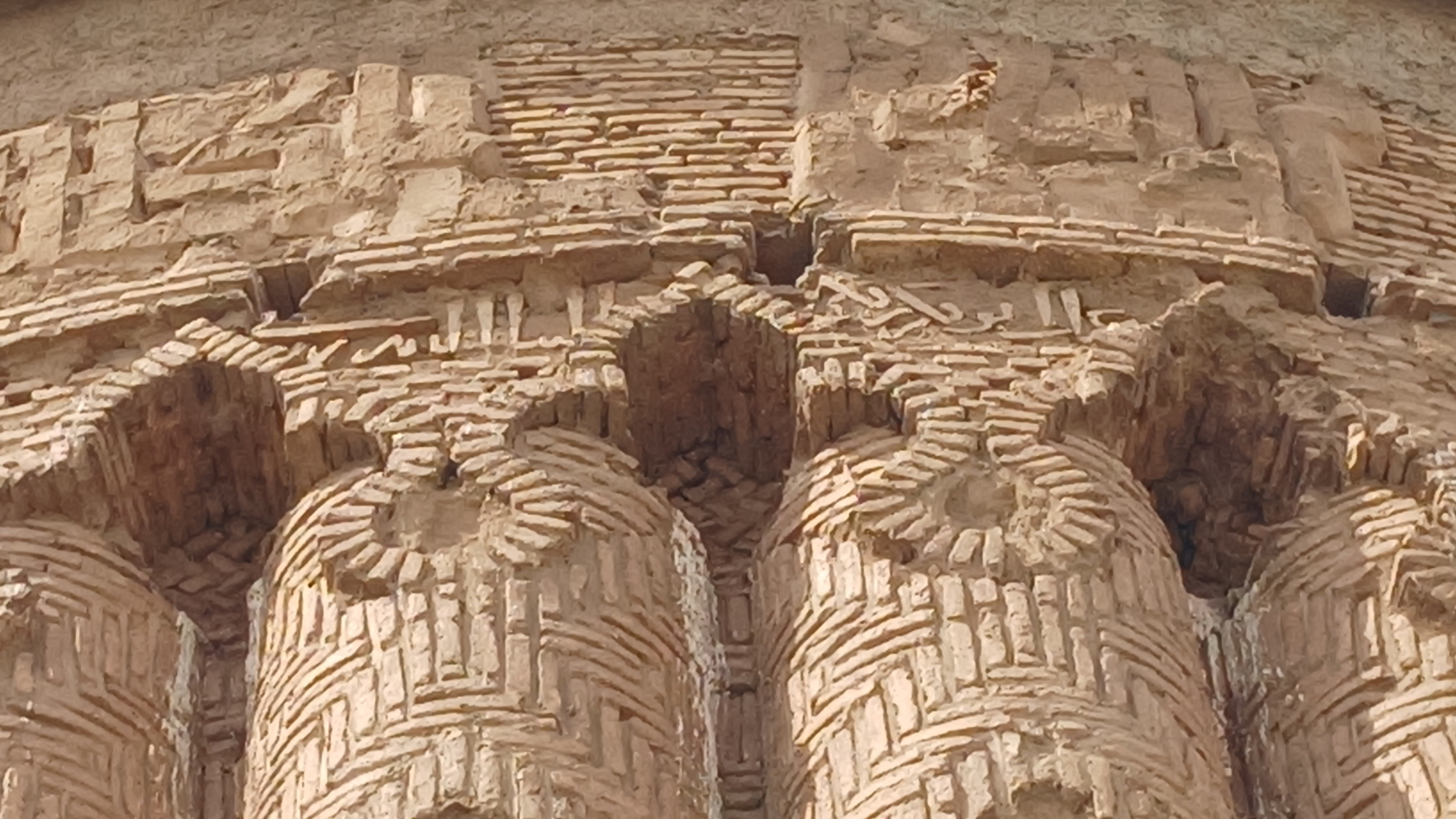
برعکس اکثر بناهای تاریخی ایران که معماران آنها بدلیل اصل "فروتنی" از بکار بردن اسم خود بر این آثار حذر می کردند، بر بالای ساقۀ این برج و بر لبۀ گنبد آن، نام معمار آن بخوبی مشاهده می شود

## کارکرد
برج رادکان، که تصور می‌شد آرامگاه یکی از ایلخانیان است تنها برجی است که توانایی تعیین چهار فصل، سال کبیسه و آغاز نوروز را دارد. این برج اثر ریاضی‌دان، ستاره‌شناس و دانشمند بزرگ ایرانی، خواجه نصیرالدین توسی است.
برج به ۱۲ دیوار خشتی بیرونی با پهنا و بلندی پایه‌گذاری شده که برج را به ۱۲ بخش ۳۰ درجه‌ای تقسیم می‌کند و هر دیواره ۳۰ درجه از زاویه افق را دربر می‌گیرد، دو در دیوار مقابل هم ساخته شده و بر دیواره ۳۶۵ ترک نی ستونی وجود دارد که برج را به ۳۶ ترک ۱۰ درجه‌ای تقسیم کرده‌است.
انتخاب مکان درها، دریچه‌ها در برج اتفاقی نیست، درها درست در راستای طلوع یلدایی (آغاز زمستان) و غروب آغاز تابستان در پهنه برج ساخته شده‌است و این برج تنها برجی است که می‌توان از طریق آن چهار فصل، سال کبیسه و آغاز نوروز را معین کرد.
برج رادکان دارای ویژگی‌هایی است که باعث افتخار ایرانیان بوده و تاکنون علی‌رغم پژوهش‌های صورت گرفته تنها بخشی از هویت نجومی برج آشکار شده‌است. بدنه این برج بسیار ساده و دارای آجر چینی معمولی و دارای تزئینات آجرکاری و گچ بری است. به منظور استحکام بخشی بیشتر حد فاصل بندهای آجرها با فشار انگشت دست به داخل فشرده شده‌است که قابل توجه می‌باشد. در فواصل معین سوراخ‌هایی به چشم می‌خورد که جای داربست بوده که در هنگام احداث بنا تعبیه شده‌است. ورودی هلالی شکل آن در ضلع جنوبی گنبد قرار دارد. زیباترین قسمت بنا در بخش فوقانی آن قرار دارد، که عبارت از دو ردیف قطار بندی و دو کتیبه کوفی و پهلوی است که در میان تزئینات آجرکاری و گچ بری که نام بانی و تاریخ ساخت بر آن نوشته شده‌است. طرح داخلی گنبد رادکان مدور و دارای نمایی ساده و اندود گچ و آهک است. در تمام بدنه بنا آجر و ملات گچ و آهک بکار رفته‌است.

## پیشینه
اعتمادالسلطنه بنا را مقبره یکی از سلاطین یا رجال معتبر و هرتسفلد آن را مدفون ارغون خان (ارغون آغا) متوفا به سال ۶۷۳ دانسته‌است. گدار مستشرق فرانسوی آن را آرامگاه یک زن و مطلع‌المشس آن را از آثار دیلمی‌ها می‌داند. دونالد ویلبر، این بنا را قدیمی‌ترین مقبره برجی ایران می‌داند که نیم ستونهایی در نمای خارجی آن ساخته شده‌است. به علاوه این بنا را الگوی طراحی برج کاشمر (کشمر) می‌داند. اما آنچه مسلم است؛ این بنا از آثار قرن هفتم هجری قمری است. این برج دو ورودی دارد و یکی از آنها رو به ویرانه‌های عمارتی باز می‌شود که اعتماد السلطنه احتمال داده‌است که مسجد جامع شهر بوده باشد. این بنا در گذر زمان آسیب دیده بود، به طوری که قسمت فوقانی سردر و گنبد داخلی تقریباً خراب شده بود. از این رو، در سال ۱۳۴۶ شمسی سازمان ملی حفاظت آثار باستانی ایران به دستور شهبانو فرح پهلوی آن را مرمت کرد.

## نگارخانه

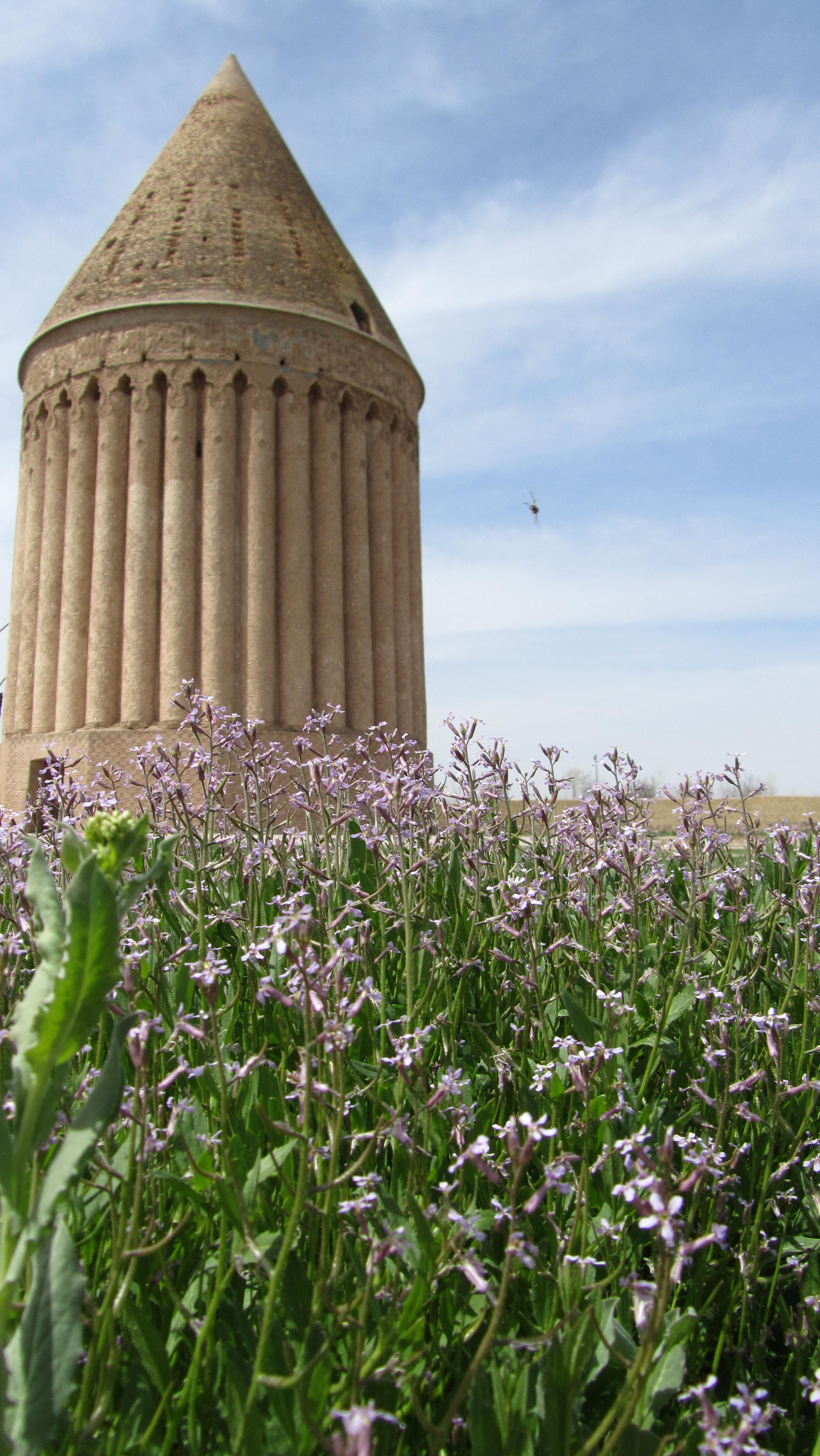
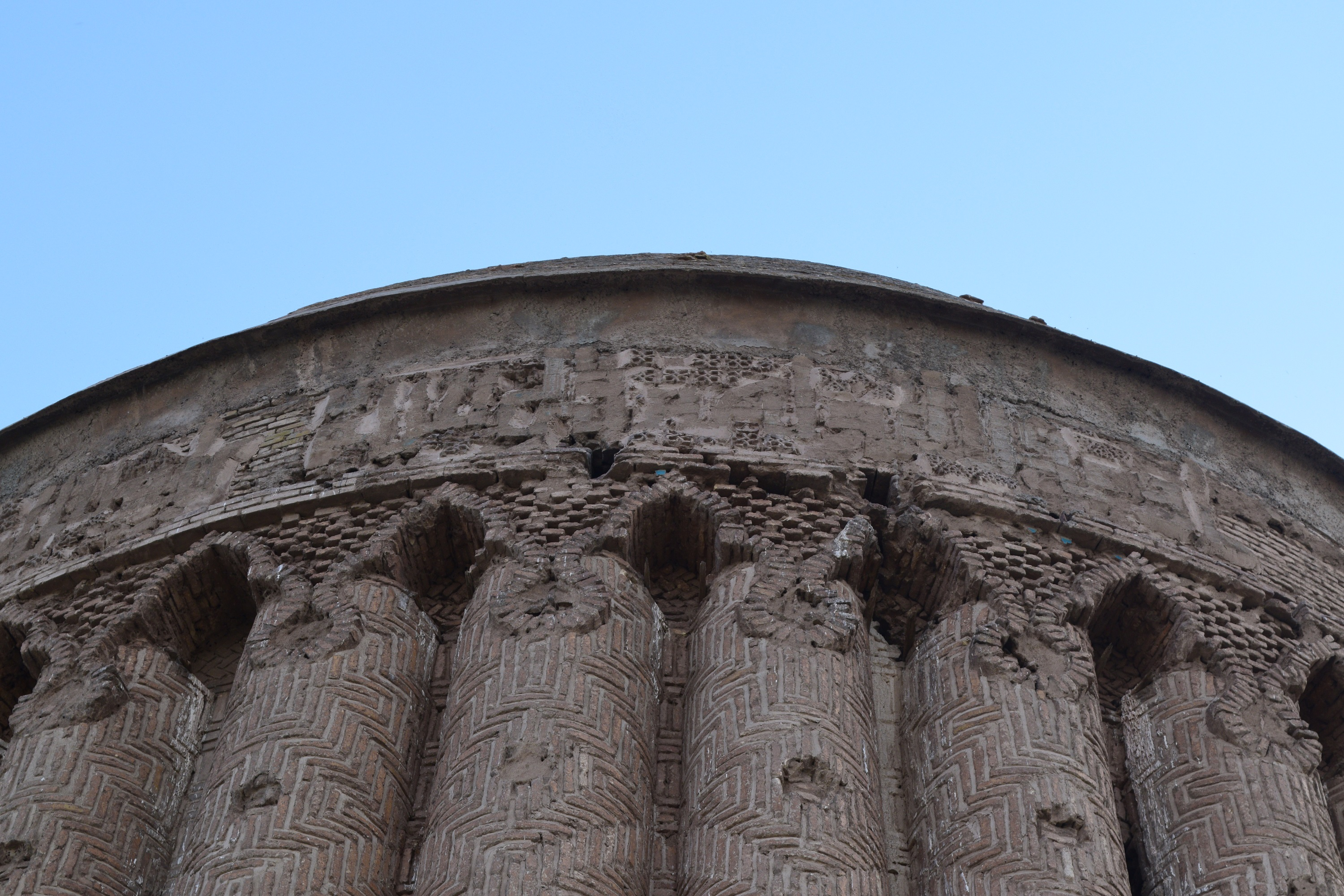
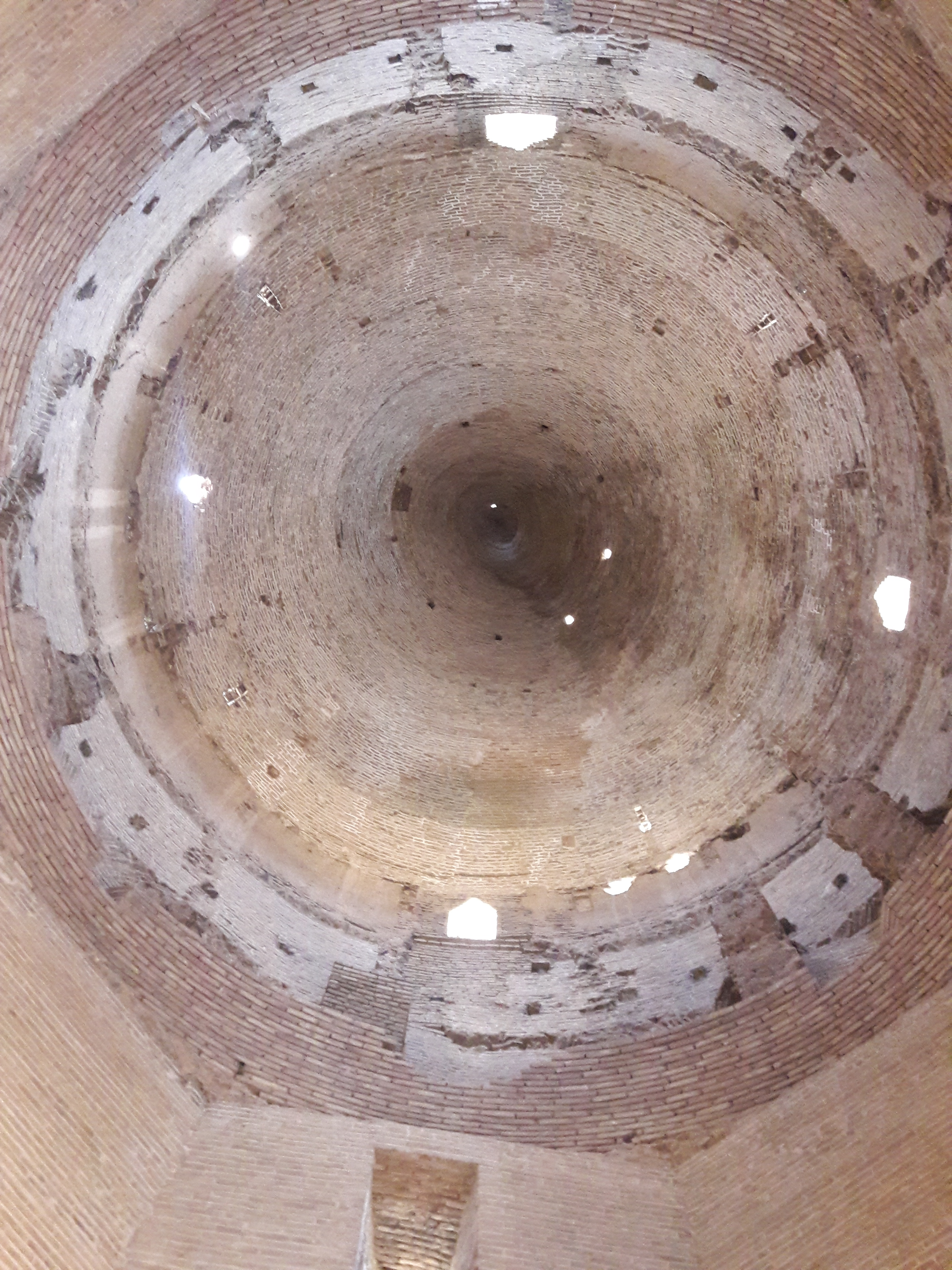
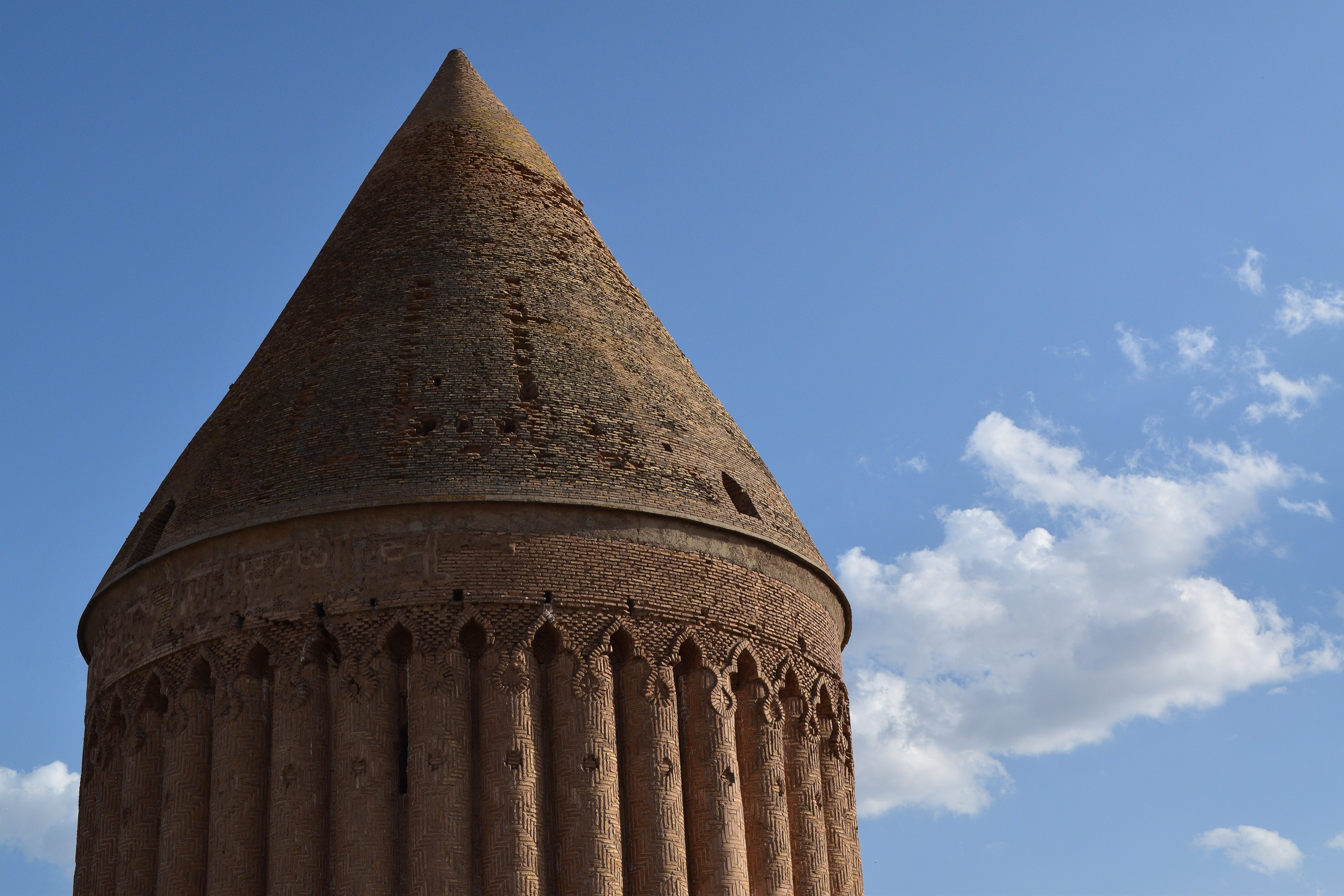
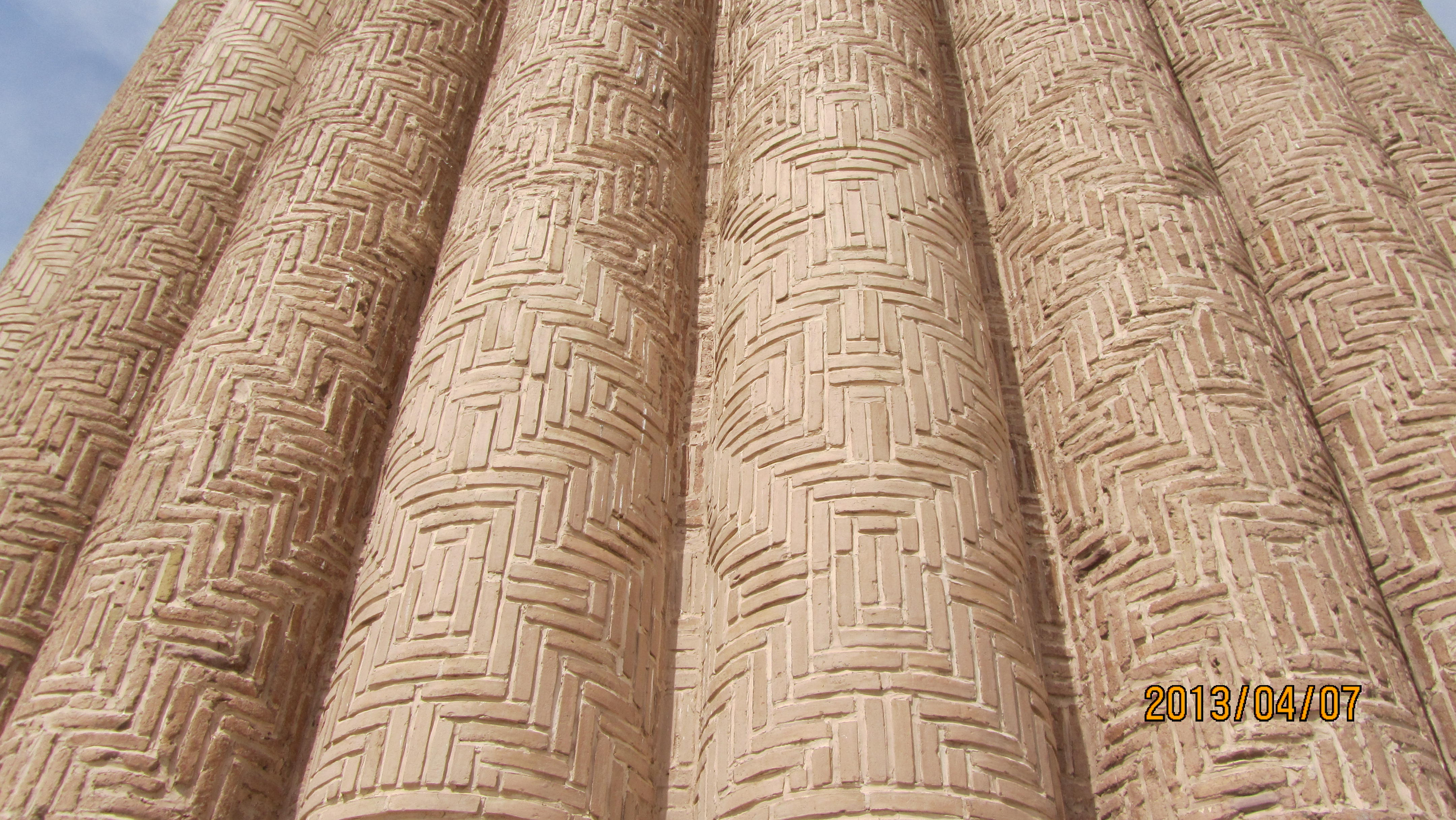
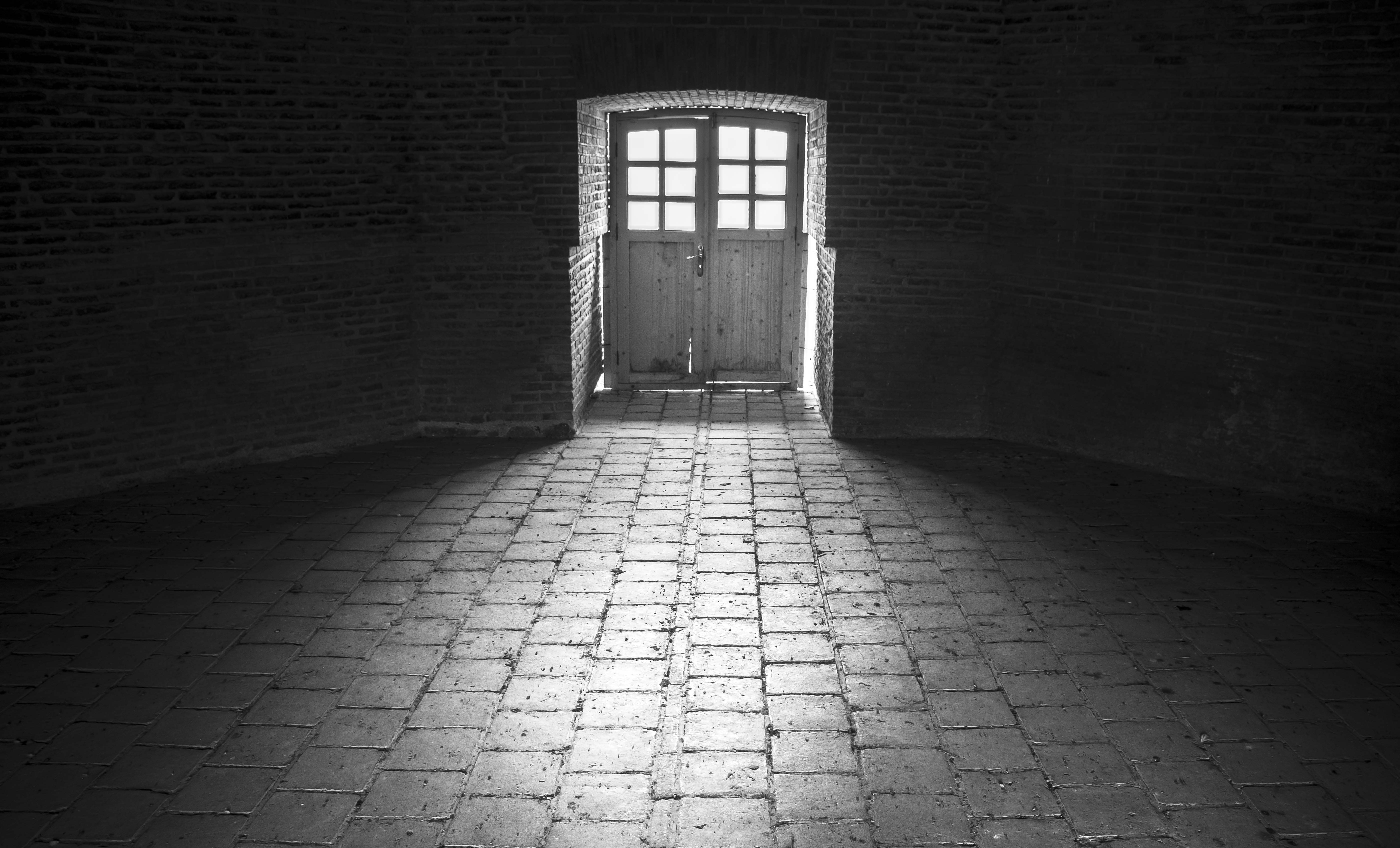
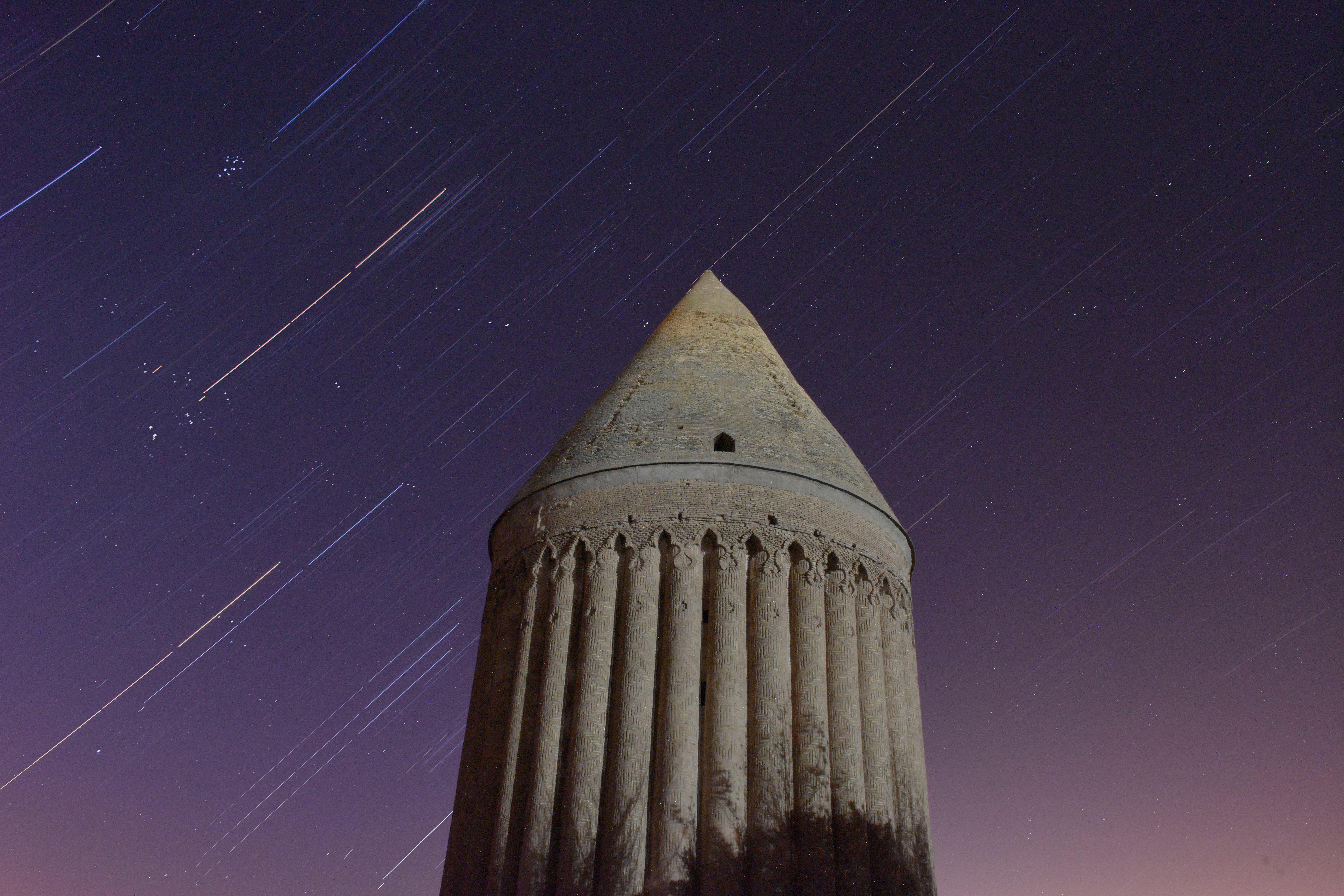
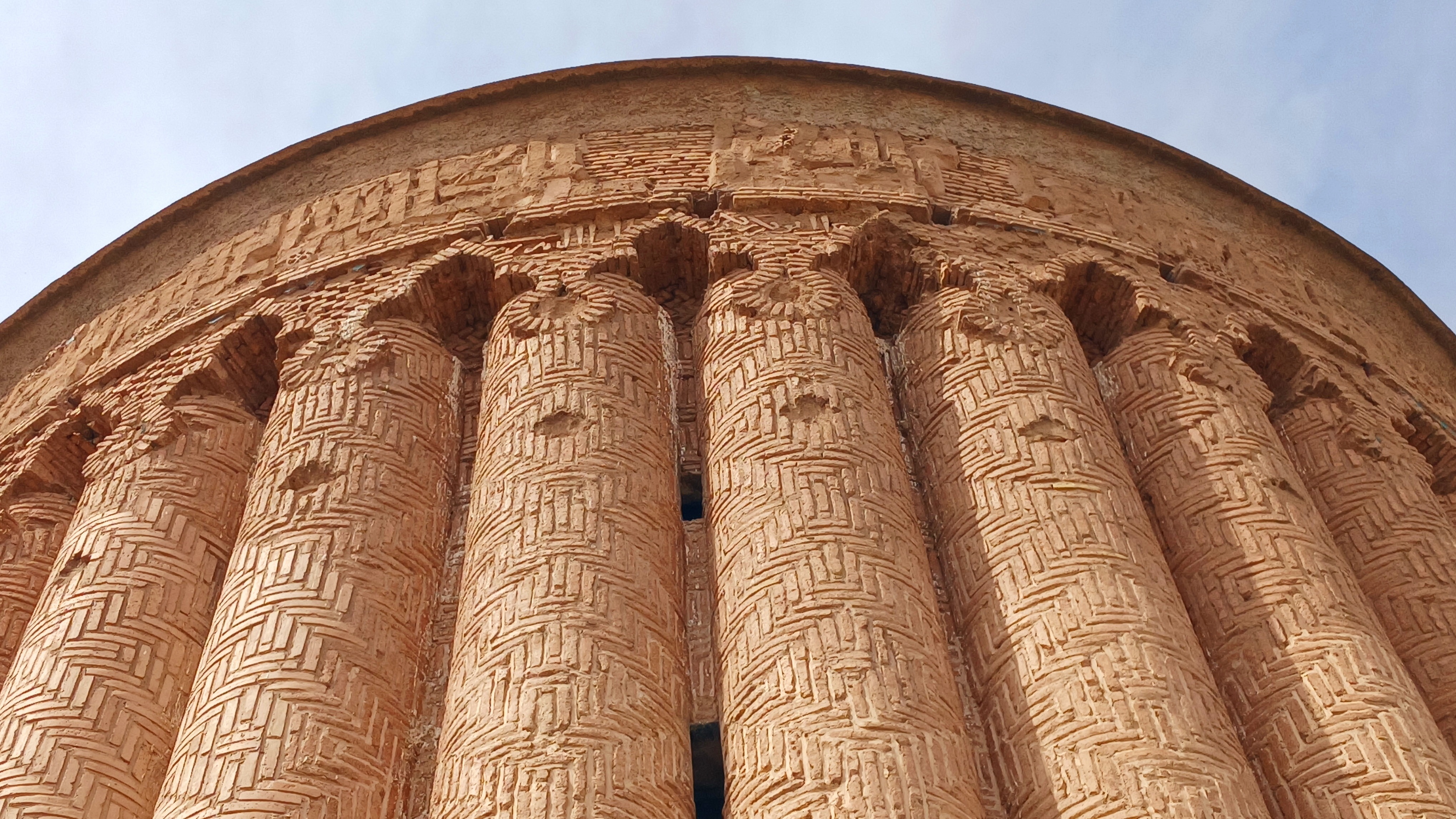
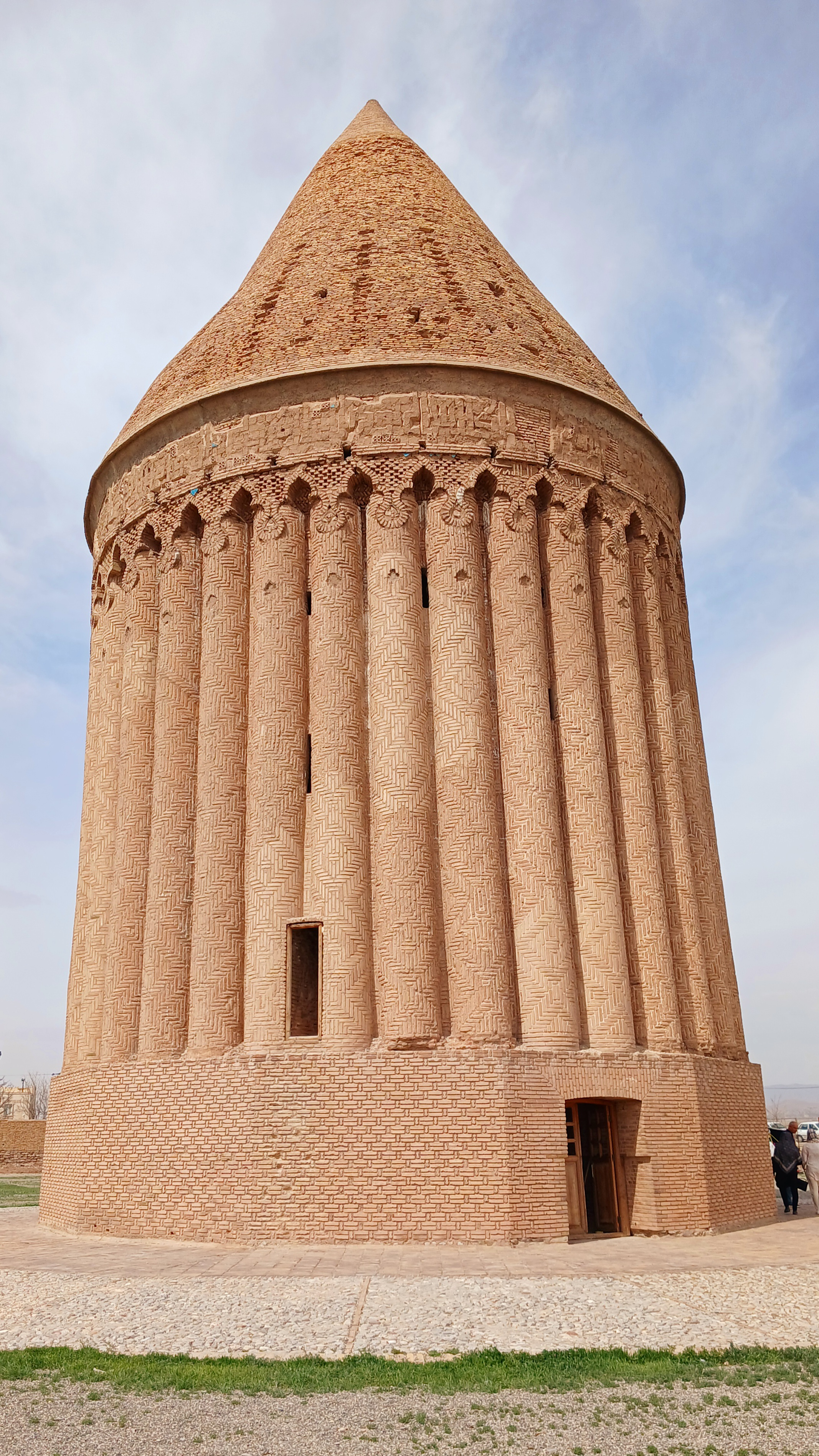

- میل رادکان شرقی